# Jens Christoffers

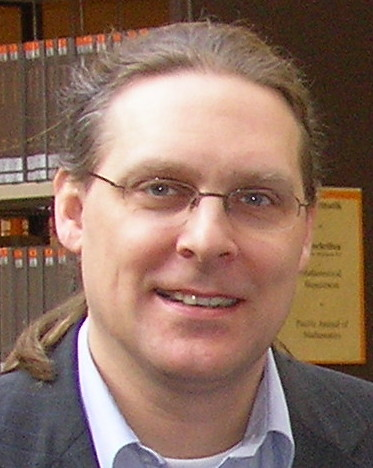
Jens Christoffers (2009)

Jens Christoffers (* 1966) ist ein deutscher Chemiker und Professor für Organische Chemie an der Carl von Ossietzky Universität Oldenburg. 

## Leben
Er studierte 1986–1992 Chemie an der Philipps-Universität Marburg und schloss das Studium zunächst mit einer Diplomarbeit (1992) und anschließend einer Doktorarbeit (1994) im Arbeitskreis von Karl Heinz Dötz ab. Nach einem Postdoc-Aufenthalt bei Robert Bergman 1995–1996 folgte 1996–2000 die Habilitation bei Siegfried Blechert an der Technischen Universität Berlin. Seine Tätigkeit als Hochschullehrer begann 2001 an der Universität Stuttgart, ehe er 2006 als Lehrstuhlinhaber (W3) an die Carl von Ossietzky Universität Oldenburg wechselte.

## Forschungsgebiete
Ein Forschungsschwerpunkt von Jens Christoffers ist die asymmetrische Synthese von quaternären Kohlenstoffatomen.

## Veröffentlichungen und Patente
Jens Christoffers hat über 175 Publikationen in Fachzeitschriften sowie Beiträge in Büchern verfasst und ist Inhaber bzw. Mitinhaber mehrerer Patente.